# Bico de Bunsen

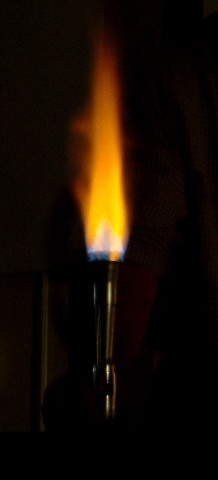
Bico de Bunsen

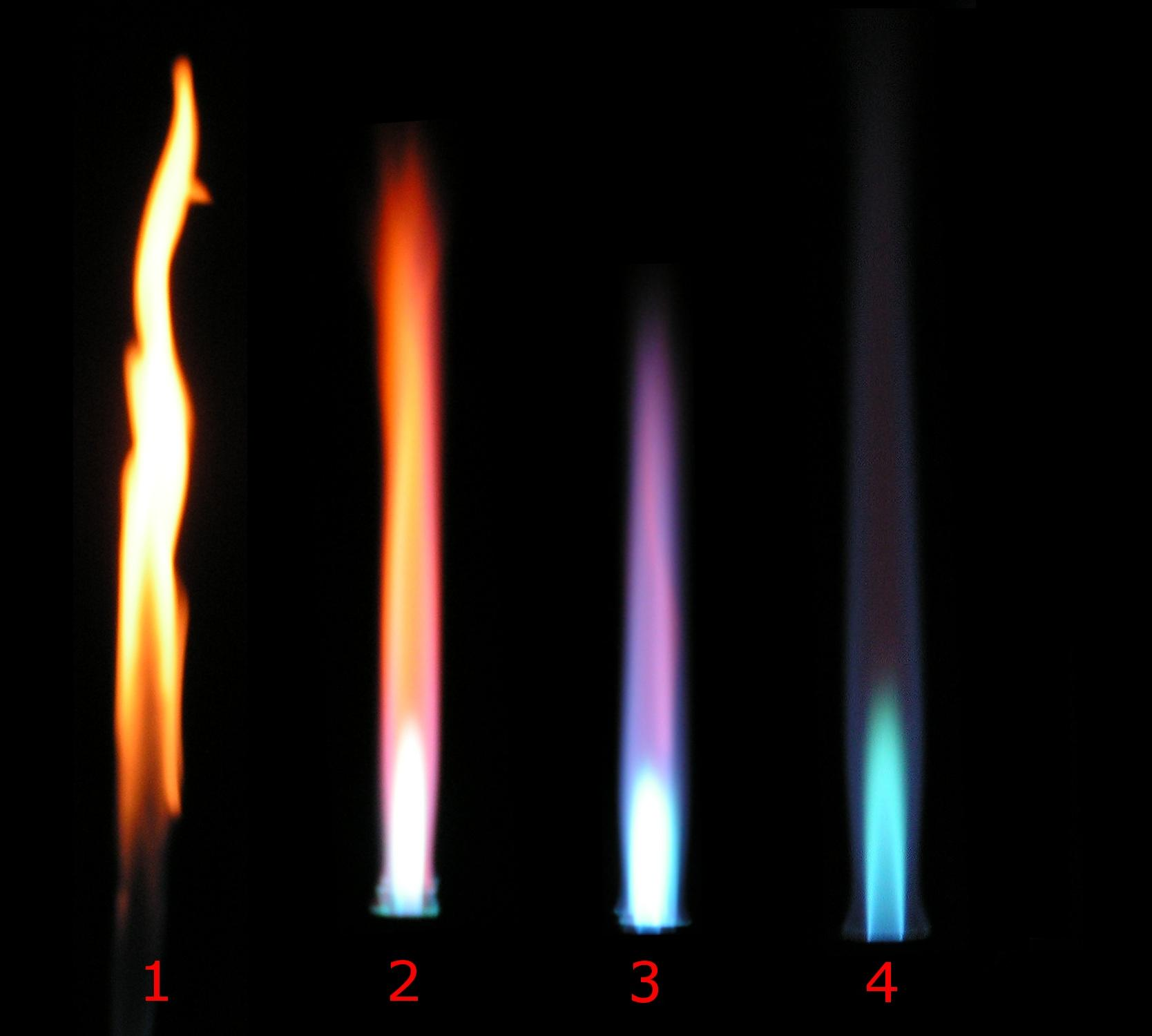
As diferentes chamas obtidas com um bico de Bunsen

O bico de Bunsen é um dispositivo usado para efetuar aquecimento de soluções em laboratório. Este queimador, muito usado no laboratório, é formado por um tubo com orifícios laterais, na base, por onde entra o ar, o qual se vai misturar com o gás que entra através do tubo de borracha.
O bico de Bunsen foi aperfeiçoado por Robert Bunsen, a partir de um dispositivo desenhado por Michael Faraday. Em biologia, especialmente em microbiologia e biologia molecular, é usado para manutenção de condições estéreis quando da manipulação de micro organismos, DNA, etc. 

## Funcionamento

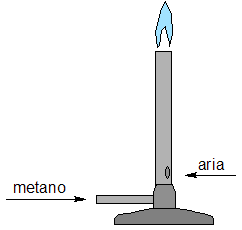
Representação do funcionamento

O bico de Bunsen queima em segurança um fluxo contínuo de gás, sem haver o risco da chama se propagar pelo tubo até o depósito de gás que o alimenta. Normalmente, o bico de Bunsen queima gás natural, ou alternativamente um GPL, tal como propano ou butano, ou uma mistura de ambos. (O gás natural é basicamente metano com uma reduzida quantidade de propano e butano).
Diz-se que a área estéril do bico de bunsen seja de 30 cm.
Quando a janela do Bico de Bunsen está fechada, sua chama é igual à de uma vela, pois a reação ocorre apenas com o oxigênio que está em volta e sua chama fica mais fraca.
Quando se usa o bico de Bunsen, deve-se primeiramente fechar a entrada de ar; em seguida, um fósforo deve ser aceso perto do ponto mais alto da câmara de mistura, daí, a válvula de gás pode ser aberta, dando origem a uma chama grande e amarela, que desprende fuligem. Esta chama não tem uma temperatura suficiente para o aquecimento de substância alguma, para conseguir uma chama mais "quente", a entrada de ar deve ser aberta até que se consiga uma chama azul; isto ocorre porque o oxigénio mistura-se com o gás, tornando a queima deste mais eficiente.

## Uso descontínuo
Os bicos de Bunsen estão sendo substituídos, hoje em dia, por outros sistemas de aquecimento usando energia elétrica. Sistemas elétricos são mais seguros, pois não produzem chamas, eliminando assim o risco de reações não controladas. Também são mais eficientes que os bicos de Bunsen, pois conseguem atingir temperaturas muito mais altas e em uma área muito mais abrangente do que a chama atingiria. Os bicos de Bunsen ainda são muito usados em laboratórios devido à velocidade com que conseguem atingir altas temperaturas e também para esterilização de materiais.